# Vertrag von Peking über den Schutz von audiovisuellen Darbietungen
Der Vertrag von Peking über den Schutz von audiovisuellen Darbietungen (kurz: Vertrag von Peking) wurde in Peking am 24. Juni 2012 abgeschlossen und trat am 28. April 2020 in Kraft.

## Ziele und Zweck des Vertrages
Ziel und Zweck des Vertrages von Peking ist es gemäß der Präambel, den Rechtsschutz für ausübende Künstler in Bezug auf ihre audio-visuellen Darbietungen in möglichst wirksamer und gleichmäßiger Weise fortzuentwickeln und aufrechtzuerhalten. Dabei soll ein Gleichgewicht zwischen den Rechten der ausübenden Künstler an ihren audiovisuellen Darbietungen und dem umfassenderen öffentlichen Interesse, insbesondere Bildung, Forschung und Zugang zu Informationen gewahrt werden.
Der Vertrag wurde erforderlich, weil der am 20. Dezember 1996 in Genf abgeschlossene WIPO-Vertrag über Darbietungen und Tonträger (WPPT) den ausübenden Künstlern keinen ausreichenden Schutz für ihre audiovisuellen Darbietungen gewährte.
Der Vertrag von Peking bezieht sich nur auf Darbietungen, nicht auf Tonträger bzw. Tonträgerhersteller.
Der Vertrag von Peking ist Teil einer Reihe von internationalen bzw. multinationaler Verträgen, welche das Urheberrecht regeln. Dies sind z. B.: die Revidierte Berner Übereinkunft (RBÜ), das TRIPS-Übereinkommen, der WIPO-Urheberrechtsvertrag (WCT) und der WIPO-Vertrag über Darbietungen und Tonträger (WPPT) sowie der Vertrag von Marrakesch.

## Inkrafttreten und Kündigung
Der Vertrag von Peking trat drei Monate nachdem die 30. qualifizierte Vertragspartei ihre Ratifikations- bzw. Beitrittsurkunde bei der WIPO hinterlegt hatte in Kraft. 48 Vertragsparteien unterzeichneten den Vertrag sofort am 26. Juni 2012. Als erste Partei ratifizierte Syrien den Vertrag am 18. März 2013. Am 28. Januar 2020 schloss Indonesien als dreißigste Partei den Ratifikationsprozess ab. Damit trat der Vertrag von Peking gemäß Artikel 26 des Vertrages am 28. April 2020 in Kraft. Der Vertrag von Peking entfaltete mit dem Tag seines Inkrafttretens Bindewirkung für die dreißig Parteien, die den Ratifikationsprozess bis zum 28. Januar 2020 vollendet hatten; für alle später hinzukommenden Ratifikationsparteien wird der Vertrag drei Monate nach Vollendung ihres jeweiligen Ratifikationsverfahrens bindend. Die Vertragsparteien können den Vertrag mit einjähriger Frist kündigen.

## Administration des Vertrags von Peking
Administrativ folgt der Vertrag von Peking den Vorgaben in anderen WIPO-Abkommen. So bilden die Vertragsparteien insbesondere eine Versammlung, die Fragen zur Aufrechterhaltung und Entwicklung des Vertrags sowie zu seiner Anwendung und seiner Funktionsweise behandelt. Jede Vertragspartei wird in der Versammlung durch einen Delegierten vertreten, der von Stellvertretern, Beratern und Sachverständigen unterstützt werden kann (Artikel 21 Abs. 1 Vertrag von Peking) und hat eine Stimme (Artikel 21 Abs. 3 Vertrag von Peking), wobei z. B. die Europäische Union anstelle der Unionsmitgliedstaaten an der Abstimmung teilnehmen kann und über die Anzahl von Stimmen verfügt, die der Anzahl ihrer Mitgliedstaaten entspricht (Artikel 21 Abs. 3 Vertrag von Peking). Hauptaufgabe der Versammlung ist es, Fragen zu behandeln, die die Erhaltung und Entwicklung sowie die Anwendung und Durchführung dieses Vertrags betreffen. Weitere Aufgaben sind in Artikel 21 und 23 Abs. 2 des Vertrags von Peking geregelt.
Einberufen wird die Versammlung grundsätzlich durch den Generaldirektor der WIPO (Artikel 21 Abs. 4 Vertrag von Peking). Die Beschlussfassung soll einstimmig erfolgen, kann aber auch durch eine Geschäftsordnung auf Mehrheitsentscheidungen geändert werden (Artikel 21 Abs. 5 Vertrag von Peking).
Unterstützt wird die Versammlung vom Internationalen Büro der WIPO, welche die Verwaltungsaufgaben im Rahmen dieses Vertrags wahrnimmt (Artikel 22). Der Generaldirektor der WIPO ist auch Verwahrer des Vertrags von Peking (Artikel 30).

## Aufbau des Vertrags von Peking
- Artikel 1 (Verhältnis zu anderen Übereinkünften und Verträgen)
- Artikel 2 (Begriffsbestimmungen)
- Artikel 3 (Schutzberechtigte)
- Artikel 4 (Inländerbehandlung)
- Artikel 5 (Persönlichkeitsrechte)
- Artikel 6 (Wirtschaftliche Rechte der ausübenden Künstler an ihren nicht festgelegten Darbietungen)
- Artikel 7 (Vervielfältigungsrecht)
- Artikel 8 (Verbreitungsrecht)
- Artikel 9 (Vermietrecht)
- Artikel 10 (Recht auf Zugänglichmachung festgelegter Darbietungen)
- Artikel 11 (Recht auf Sendung und öffentliche Wiedergabe)
- Artikel 12 (Abtretung von Rechten)
- Artikel 13 (Beschränkungen und Ausnahmen)
- Artikel 14 (Schutzdauer)
- Artikel 15 (Pflichten in Bezug auf technische Vorkehrungen)
- Artikel 16 (Pflichten in Bezug auf Informationen für die Wahrnehmung der Rechte)
- Artikel 17 (Formvorschriften)
- Artikel 18 (Vorbehalte und Notifikationen)
- Artikel 19 (Anwendung in zeitlicher Hinsicht)
- Artikel 20 (Rechtsdurchsetzung)
- Artikel 21 (Die Versammlung)
- Artikel 22 (Das Internationale Büro)
- Artikel 23 (Qualifikation als Vertragspartei)
- Artikel 24 (Rechte und Pflichten nach dem Vertrag)
- Artikel 25 (Unterzeichnung des Vertrags)
- Artikel 26 (Inkrafttreten des Vertrags)
- Artikel 27 (Inkrafttreten des Vertrags für eine Vertragspartei)
- Artikel 28 (Kündigung des Vertrags)
- Artikel 29 (Vertragssprachen)
- Artikel 30 (Verwahrer)

## Spezielle Bestimmungen im Vertrag von Peking

### Verhältnis zu anderen Verträgen
Gemäß Artikel 1 des Vertrags von Peking ergänzt dieser andere einschlägige Verträge, ohne diese zu beeinträchtigen oder zu ändern.

### Inländerbehandlung
Die Inländergleichbehandlungsklausel stellt grundsätzlich die Angehörigen eines Vertragsstaates mit denen eines anderen Vertragsstaates gleich (Artikel 4 Abs. 1), jedoch konnten anlässlich der Unterzeichnung des Vertrages Vorbehalte angemeldet werden (Artikel 4 Abs. 3). Diese Vorbehalte können nach Artikel 11 Abs. 1 und 2 des Vertrags von Peking das Recht auf Sendung und öffentliche Wiedergabe betreffen (Artikel 4 Abs. 3). Weitere Vorbehalte der Vertragsstaaten als in Artikel 11 Abs. 3 des Vertrags von Peking vorgesehen, sind unzulässig (Artikel 18 Abs. 1 Vertrag von Peking).
Werden Rechte von Angehörigen eines Vertragsstaates in einem anderen Vertragsstaat eingeschränkt (ohne dass ein Vorbehalt bei der Vertragsunterzeichnung abgegeben wurde), so kann dieser Vertragsstaat auch die Rechte der Angehörigen des anderen Vertragsstaates einschränken (Artikel 4 Abs. 2).
Nach Artikel 3 Abs. 2 des Vertrags von Peking sind ausübende Künstler, die nicht Angehörige einer Vertragspartei sind, aber ihren gewöhnlichen Aufenthalt auf dem Hoheitsgebiet einer der Vertragsparteien haben, (…) für die Zwecke dieses Vertrags den Angehörigen dieser Vertragspartei gleichgestellt.

### Ausschließliche Rechte
In den Artikel 5 bis 12 sind die ausschließlichen Rechte der Künstler genannt, deren Weitergabe und Abtretung. Der Begriff der ausschließlichen Rechte ist im Vertrag von Peking nicht geregelt. Ausübende Künstler haben nach Artikel 5 sogenannte Persönlichkeitsrechte, welche ihnen das Recht geben, unabhängig von der Verwertung ihres Kunstschaffens:
- dass ihr Name in Bezug auf ihre Darbietungen, sofern die Unterlassung der Namensnennung nicht durch die Art der Nutzung der Darbietung geboten ist, genannt wird, und
- gegen jede Entstellung, Verstümmelung oder sonstige Änderung ihrer Darbietungen, die ihrem Ruf abträglich wäre, unter angemessener Berücksichtigung der Art der audiovisuellen Festlegung Einspruch nach dem nationalen Recht der des Vertragsstaates, in dem die Rechtsverletzung erfolgte, zu erheben.

Die ausübenden Künstler haben auch z. B. vorbehaltlich unter Umständen nationaler Bestimmungen (siehe Artikel 13 Vertrag von Peking) das ausschließliche Recht, zu erlauben,
- dass ihre Darbietung gesendet und öffentlich Wiedergegeben wird (sofern es sich nicht bereits um eine gesendete Darbietung handelt); und
- jede unmittelbare oder mittelbare Vervielfältigung ihrer in audiovisuellen Festlegungen festgelegten Darbietungen zu erlauben, gleichviel, auf welche Art und in welcher Form sie vorgenommen wird.
- dass das Original und Vervielfältigungsstücke ihrer in audiovisuellen Festlegungen festgelegten Darbietungen durch Verkauf oder sonstige Eigentumsübertragung der Öffentlichkeit zugänglich gemacht wird,
- dass ihr Originalwerk gewerbsmäßig vermietet wird (mit Einschränkungen),
- dass ihre Darbietungen drahtgebunden oder drahtlos in einer Weise der Öffentlichkeit zugänglich gemacht wird.

Die Vertragsparteien haben nach Artikel 15, 16 und 20 des Vertrags von Peking einen hinreichenden nationalen Rechtsschutz und wirksame Rechtsbehelfe gegen die Umgehung der Rechte der ausübenden Künstler vorzusehen.

### Schutzdauer
Die Schutzdauer des den ausübenden Künstlern nach diesem Vertrag zu gewährenden Schutzes beträgt mindestens 50 Jahre, gerechnet vom Ende des Jahres, in dem die Darbietung in einer audiovisuellen Festlegung festgelegt wurde.

## Abrufbare offizielle Vertragssprachen
Der Vertrag von Peking ist in französischer, englischer, arabischer, chinesischer, spanischer und russischer Sprache unterzeichnet, wobei jeder Wortlaut gleichermaßen verbindlich ist (Artikel 29 Vertrag von Peking). Dementsprechend ist der Vertrag auf der Website von WIPO in Arabisch (معاهدة بيجين بشأن الأداء السمعي البصري), Englisch (Beijing Treaty on Audiovisual Performances), Spanisch (Tratado de Beijing sobre Interpretaciones y Ejecuciones Audiovisuales), Französisch (Traité de Beijing sur les interprétations et exécutions audiovisuelles), Russisch (Пекинский договор по аудиовизуальным исполнениям) und Chinesisch (视听表演北京条约) abrufbar.